# ミカエル・ミシェル
ミカエル・ミシェル（Mickaëlle Michel、香港表記：麥晴欣、1995年7月15日 - ）はフランスの女性競馬騎手である。

## 来歴
1995年7月15日、フランス・ヴァール県のイエールで生まれる。幼少期より5年間の乗馬経験があり、マルセイユの競馬学校へ通った。3年間の見習いを経て、2014年にプロのライセンスを取得し、ミシェル・プラナード（Michel Planard）厩舎からデビュー、9月6日にフランス東部のヴスール競馬場でサンタルナに騎乗し初勝利を挙げた。
その後は練習中の落馬負傷で約1年半戦列を離れるという不運もあり、思うように騎乗できない時期が続いたが、2017年3月にフランスで女性騎手に対する2kgの減量制度が施行されてから、地元コート・ダジュールで頭角を現す。同年秋からはパリ地区での騎乗も本格的に行うようになり、年間17勝をマーク。2018年には当地のカーニュ・シュル・メール競馬場の冬開催で女性として初のリーディングを獲得するなど最終的に72勝を挙げ、フランスにおける女性騎手年間最多勝記録を樹立した。
2019年8月、札幌競馬場で行われたWASJに出場するため初来日した。8月25日の札幌競馬第10競走 (WASJ第3戦) でスワーヴアラミスに騎乗して1着となり、JRA初勝利を挙げた。同年11月24日、2020年秋に行われるJRAの通年騎手免許試験を受験する予定であることが分かった。
WASJでの活躍により地方競馬での短期免許取得基準（見習騎手卒業かつ通算250勝以上、または重賞やJRAで実績があること）を満たしたため、2020年1月27日より免許を取得、川崎競馬場の山崎裕也厩舎所属として約3か月間騎乗することになった。そして同月29日の川崎競馬第5競走でベルロビンに騎乗し地方競馬初勝利を挙げた。短期免許最終日の3月31日には地方競馬通算30勝目を挙げ、南関競馬での短期免許取得外国人騎手の最多勝記録を更新した。
2020年7月12日、イタリア・カパネッレ競馬場で行われたカルロダレッシオ賞 (G3) でドイツからの遠征馬ヴァルデルベに騎乗し重賞初制覇を果たした。
2020年9月4日、新型コロナウイルス感染症 (COVID-19) の感染拡大に伴う渡航制限により日本政府から渡航許可が認められず、9月29日に行われるJRAの通年騎手免許の1次試験受験を断念。
2020年12月27日、JRA短期免許の審査を通過。
2021年12月2日、フランス・クロワーズラロッシュ競馬場で行われたレース中に4頭を巻き込んだ落馬事故に遭い、鎖骨開放骨折・前頭葉血腫・首骨折のため救急搬送された。年明けからリハビリを開始し、2022年3月1日のシャンティイ競馬場でレースに復帰。
2022年5月から活動拠点をアメリカ・ケンタッキー州に移した。現地エージェントと5年間の契約を結び、チャーチルダウンズ競馬場とキーンランド競馬場を中心に騎乗する。7月17日にはケンタッキー州エリスパーク競馬場で渡米後の初勝利を挙げている。
2022年以降、JRAの通年騎手免許を3年連続で受験するも、全て1次試験で不合格になっている。
2024年1月より、オーストラリア・メルボルンに活動拠点を移動した。10月1日、10月7日から12月20日までのNAR短期騎手免許を取得、川崎・山崎裕也厩舎に所属し、南関東公営競馬に参戦する。11月24日の東京8Rのベゴニア賞でアルメールヴェント（川崎・河津裕昭厩舎）に騎乗し2019年8月以来となるJRAでの出走を果たしたが、最下位の10着に終わった。

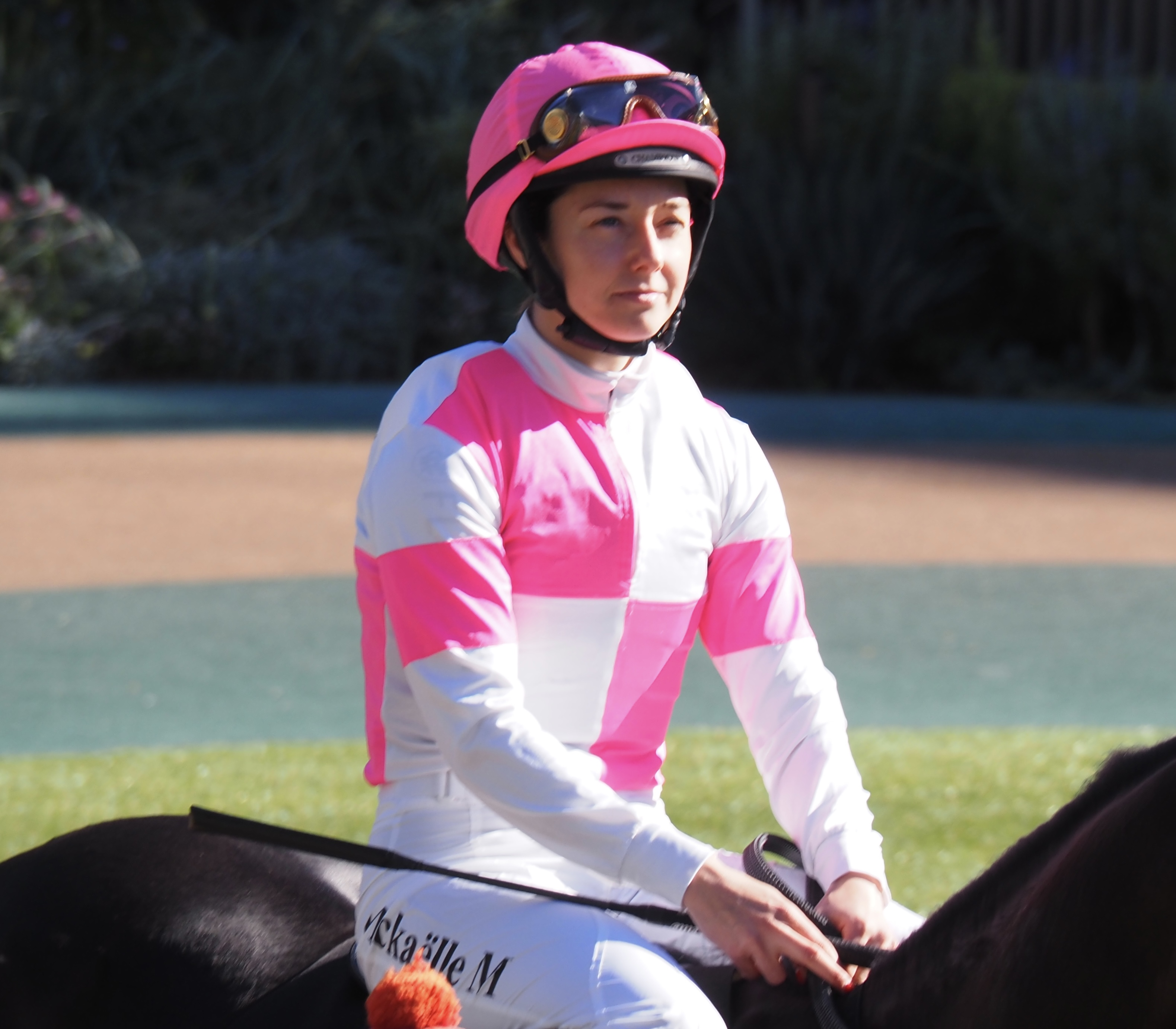
ベゴニア賞での騎乗

## エピソード
- 母国フランスでは2018年に躍進した際に、一気に駆け上がるように勝ち星を量産したことから「トルネード」の異名をもち、本人も気に入っている[27]。
- よく話をする騎手は的場文男。WASJで対戦して以来親交があり、騎乗に関するアドバイスも受けているという[27]。
- 2021年1月6日に元騎手で自身専属エージェントであるフレドリック・スパニュと結婚[28]。